# Liste der bayerischen Jugendbildungsstätten
Der Bayerische Jugendring hat 12 Jugendbildungsstätten als Jugendbildungsstätten des Bayerischen Jugendrings anerkannt. Daraus ergibt sich ein besonderer Status im Hinblick auf finanzielle Förderung, Aufgaben sowie Qualitätsstandards. Zusätzlich betreibt der Bayerische Jugendring das Institut für Jugendarbeit in Gauting als zentrale Weiterbildungseinrichtung für Mitarbeitende der Jugendarbeit in Bayern.
Die zwölf Jugendbildungsstätten sind:
- Aktionszentrum Benediktbeuern, Träger: Salesianer Don Boscos
- Jugendbildungsstätte Burg Hoheneck, Ipsheim, Träger: Kreisjugendring Nürnberg-Land
- Jugendbildungsstätte Burg Schwaneck, Pullach, Träger: Kreisjugendring München-Land
- Jugendhaus Burg Feuerstein, Ebermannstadt, Träger: Erzdiözese Bamberg
- Jugendbildungsstätte Neukirchen, Neukirchen b. Coburg, Träger: Evangelisch-Lutherische Kirche in Bayern
- Jugendbildungsstätte der IG-Metall, Schliersee, Träger: IG Metall
- Jugendbildungsstätte Hindelang – Haus „Alpenhof“, Bad Hindelang, Träger: Deutscher Alpenverein (DAV)
- Jugendbildungsstätte Waldmünchen, Träger: Katholische Arbeitnehmer-Bewegung (KAB) Deutschland & Christliche ArbeiterInnenjugend (CAJ) Landesarbeitsgemeinschaft Bayern
- Jugendbildungsstätte Windberg, Träger: Prämonstratenser-Abtei Windberg
- Jugendbildungsstätte Unterfranken, Würzburg, Träger: Bezirksjugendring Unterfranken
- Jugendsiedlung Hochland Königsdorf, Träger: Jugendsiedlung Hochland e.V.
- Schwäbische Jugendbildungs- und Begegnungsstätte Babenhausen, Träger: Bezirksjugendring Schwaben